# Saison 7 de Portlandia
Chronologie
Saison 6 Saison 8
La septième saison de Portlandia a été diffusée pour la première fois aux États-Unis sur IFC entre le 5 janvier et le 9 mars 2017.

## Épisodes
| No. | #  | Titre                                            | Réalisation       | Scénario                                                                           | Date de diffusion | Audience |
| --- | -- | ------------------------------------------------ | ----------------- | ---------------------------------------------------------------------------------- | ----------------- | -------- |
| 58  | 1  | titre français inconnu The Storytellers          | Carrie Brownstein | Fred Armisen, Carrie Brownstein, Jonathan Krisel, Karen Kilgariff et Graham Wagner | 5 janvier 2017    | 0,161    |
|     |    |                                                  |                   |                                                                                    |                   |          |
| 59  | 2  | titre français inconnu Carrie Dates a Hunk       | Jonathan Krisel   | Fred Armisen, Carrie Brownstein, Jonathan Krisel, Karen Kilgariff et Graham Wagner | 12 janvier 2017   | 0,134    |
|     |    |                                                  |                   |                                                                                    |                   |          |
| 60  | 3  | titre français inconnu Fred's Cell Phone Company | Carrie Brownstein | Fred Armisen, Carrie Brownstein, Jonathan Krisel, Karen Kilgariff et Graham Wagner | 19 janvier 2017   | 0,121    |
|     |    |                                                  |                   |                                                                                    |                   |          |
| 61  | 4  | titre français inconnu Separation Anxiety        | Bill Benz         | Fred Armisen, Carrie Brownstein, Jonathan Krisel, Karen Kilgariff et Graham Wagner | 26 janvier 2017   | 0,126    |
|     |    |                                                  |                   |                                                                                    |                   |          |
| 62  | 5  | titre français inconnu Amore                     | Bill Benz         | Fred Armisen, Carrie Brownstein, Jonathan Krisel, Karen Kilgariff et Graham Wagner | 2 février 2017    | 0,175    |
|     |    |                                                  |                   |                                                                                    |                   |          |
| 63  | 6  | titre français inconnu Friend Replacement        | Jonathan Krisel   | Fred Armisen, Carrie Brownstein, Jonathan Krisel, Karen Kilgariff et Graham Wagner | 9 février 2017    | 0,122    |
|     |    |                                                  |                   |                                                                                    |                   |          |
| 64  | 7  | titre français inconnu Portland Secedes          | Bill Benz         | Fred Armisen, Carrie Brownstein, Jonathan Krisel, Karen Kilgariff et Graham Wagner | 16 février 2017   | 0,145    |
|     |    |                                                  |                   |                                                                                    |                   |          |
| 65  | 8  | titre français inconnu Ants                      | Alice Mathias     | Fred Armisen, Carrie Brownstein, Jonathan Krisel, Karen Kilgariff et Graham Wagner | 23 février 2017   | 0,115    |
|     |    |                                                  |                   |                                                                                    |                   |          |
| 66  | 9  | titre français inconnu Passenger Rating          | Steve Buscemi     | Fred Armisen, Carrie Brownstein, Jonathan Krisel, Karen Kilgariff et Graham Wagner | 2 mars 2017       | 0,109    |
|     |    |                                                  |                   |                                                                                    |                   |          |
| 67  | 10 | titre français inconnu Misunderstood Miracles    | Fred Armisen      | Fred Armisen, Carrie Brownstein, Jonathan Krisel, Karen Kilgariff et Graham Wagner | 9 mars 2017       | 0,126    |
|     |    |                                                  |                   |                                                                                    |                   |          |